# Euphorbia erigavensis
Euphorbia erigavensis är en törelväxtart som beskrevs av Susan Carter. Euphorbia erigavensis ingår i släktet törlar, och familjen törelväxter.
Artens utbredningsområde är Somalia. Inga underarter finns listade i Catalogue of Life.

## Bildgalleri

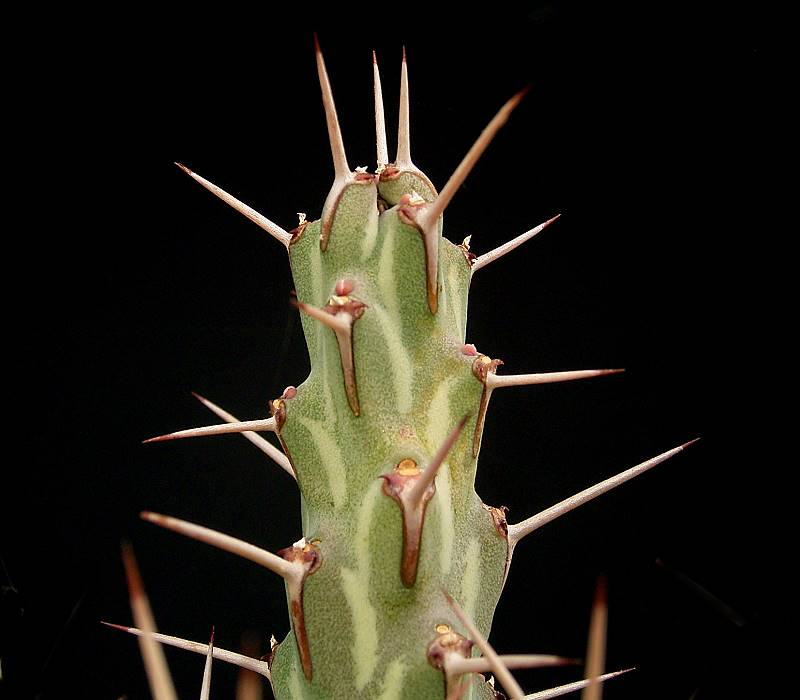